# Villa Adelina
Villa Adelina je město v Argentině. Nachází se v okresech Partido de San Isidro a Partido de Vicente López v provincii Buenos Aires, v metropolitní oblasti a aglomeraci Gran Buenos Aires, severozápadně od vlastního Buenos Aires. V roce 2001 zde žilo 44 587 obyvatel. Jedná se převážně o rezidenční oblast, která je rozdělena mezi dva okresy, přičemž v okrese Partido de Vicente López leží menší část města. Villa Adelina na severozápadě sousedí s Boulogne Sur Mer (Partido de San Isidro), na jihozápadě s okresem Partido de General San Martín, na jihovýchodě s Munrem a Carapachay (obě Partido de Vicente López) a na severovýchodě s Martínezem (Partido de San Isidro).
Oblast byla již v polovině 18. století zvaná La Adelina, pravděpodobně podle stejnojmenného domu s hokynářství s poštovním úřadem, který zde mohl vzniknout již na konci 16. století. Až do začátku 20. století se jednalo o převážně zemědělské území, postupně se tu objevovaly i letní rezidenční domy významných buenosaireských rodin. V roce 1909 byla otevřena železniční trať se stanicí Villa Adelina, na což navázal zvýšený zájem o urbanizaci území. Ve 40. a 50. letech 20. století zde byly postaveny také tovární areály. V roce 2014 se Villa Adelina stala městem.

## Galerie

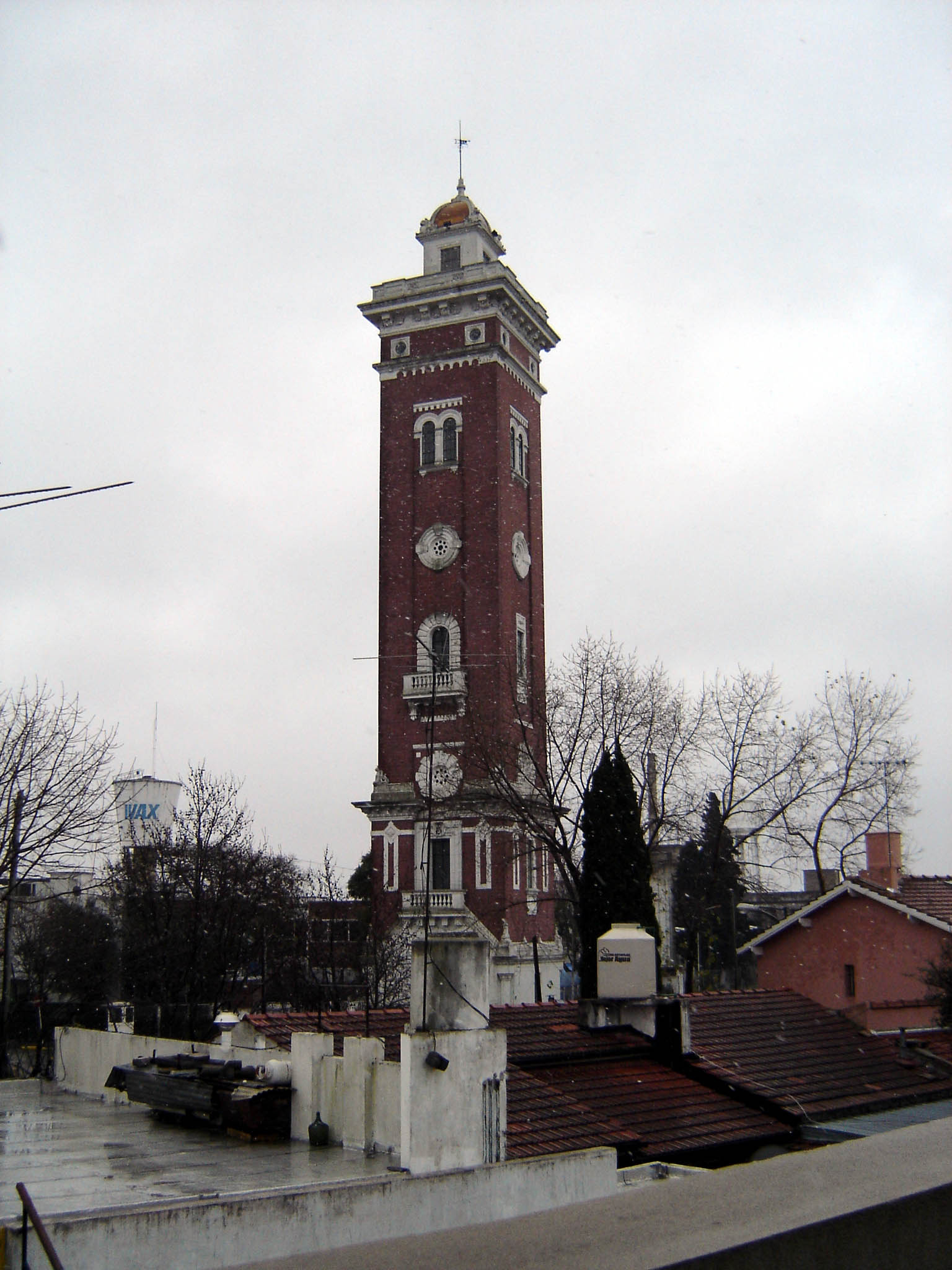
Věž Torre Ader z let 1916–1917
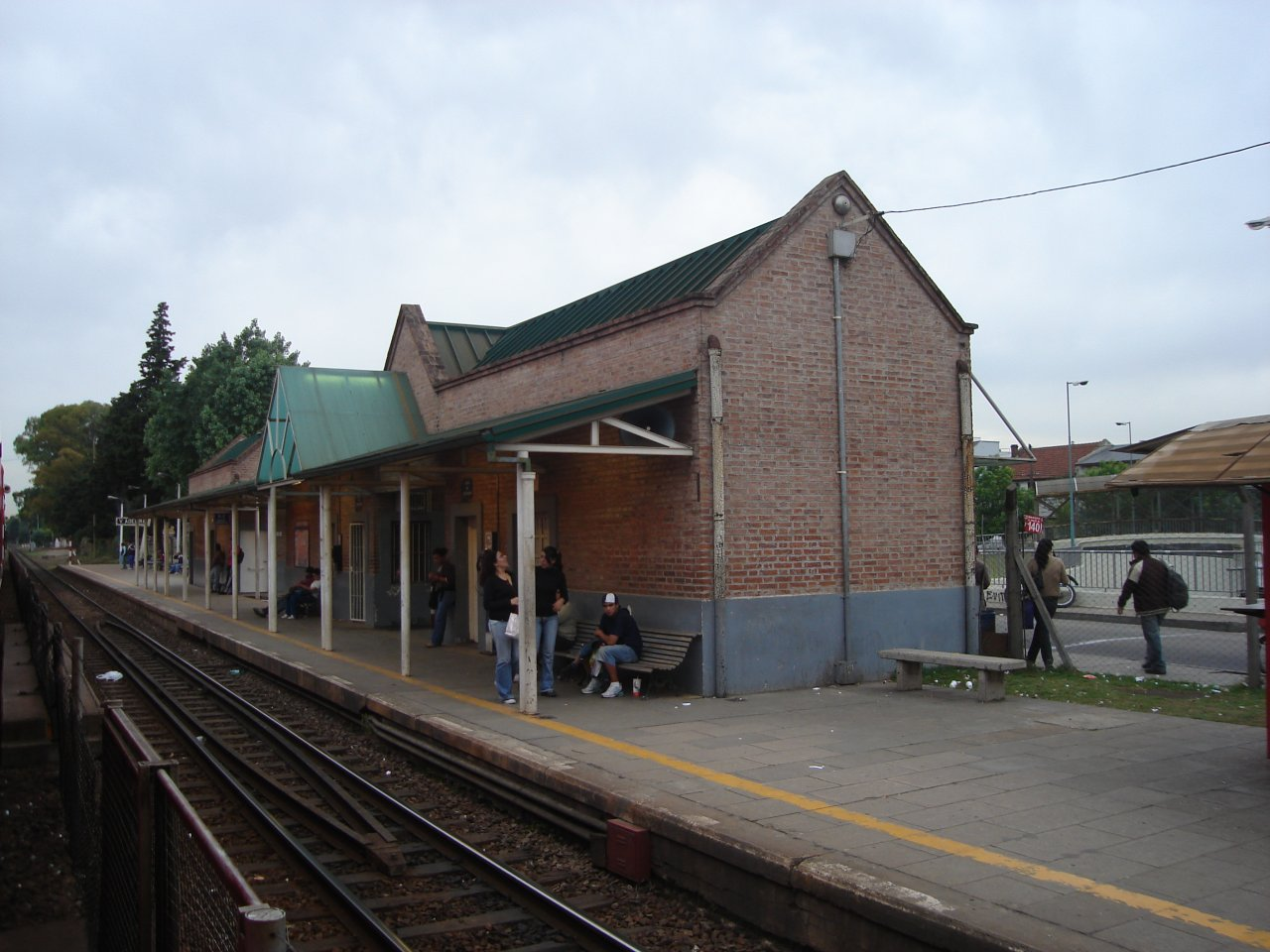
Železniční stanice Villa Adelina
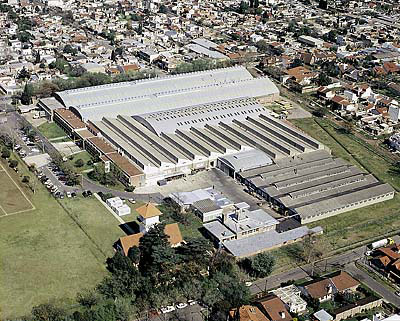
Průmyslový areál firmy Orbis Mertig